# Anacardium
Het neotropische genus Anacardium bestaat uit een dozijn soorten. Van diverse soorten wordt het hout en gom verhandeld. De soorten uit het geslacht komen voor van in Mexico tot in tropisch Amerika.
De bekendste vertegenwoordiger van dit geslacht is de cashewnoot, het zaad van de cashew (Anacardium occidentale). Van deze soort wordt ook de cashewappel gebruikt, de getransformeerde vruchtsteel, een voorbeeld van een schijnvrucht.
Van Anacardium giganteum uit Venezuela en Anacardium excelsum uit Venezuela en Frans- en Brits-Guyana worden de schijnvruchten ook gegeten, zij het alleen lokaal.

## Soorten
- Anacardium amapaense J.D.Mitch.
- Anacardium amilcarianum Machado
- Anacardium brasiliense Barb.Rodr.
- Anacardium caracolii Mutis ex Alba
- Anacardium corymbosum Barb.Rodr.
- Anacardium curatellifolium A.St.-Hil.
- Anacardium excelsum (Bertero & Balb. ex Kunth) Skeels
- Anacardium fruticosum J.Mitch. & S.A.Mori
- Anacardium giganteum Hancock ex Engl.
- Anacardium humile A.St.-Hil.
- Anacardium kuhlmannianum Machado
- Anacardium microsepalum Loes.
- Anacardium nanum A.St.-Hil.
- Anacardium negrense Pires & Fróes
- Anacardium occidentale L.
- Anacardium othonianum Rizzini
- Anacardium parvifolium Ducke
- Anacardium rondonianum Machado
- Anacardium spruceanum Benth. ex Engl.
- Anacardium tenuifolium Ducke

... · 
Anacardium · 
Bouea · 
Buchanania · 
Cotinus · 
Mangifera · 
Pistacia (Pistache) · 
Protorhus · 
Rhus · 
Schinus · 
Sclerocarya · 
Sorindeia · 
Spondias · 
Toxicodendron · 
...